# Handianus caucasicus
Handianus caucasicus är en insektsart som beskrevs av Logvinenko 1967. Handianus caucasicus ingår i släktet Handianus och familjen dvärgstritar. Inga underarter finns listade i Catalogue of Life.